# Żelazna kasa
Żelazna kasa – potoczne określenie środków finansowych zgromadzonych na koncie osadzonego (skazanego, tymczasowo aresztowanego) przeznaczonych do wypłaty w chwili wyjścia na wolność.
Środki finansowe więźnia mogą pochodzić z wpłat na konto otrzymywanych z zewnątrz, środków własnych posiadanych w momencie umieszczenia w zakładzie, zarobków w przypadku zatrudnionych odpłatnie lub regulaminowych finansowych nagród przyznawanych przez dyrekcję więzienia.
Zazwyczaj na żelazną kasę przeznaczane jest 40–60% każdej wpłaty na konto osadzonego. Często po osiągnięciu pewnej kwoty nie są już pobierane środki na żelazną kasę i całość wpłat jest do dyspozycji więźnia na tzw. wypiskę. Zgodnie z obowiązującym prawem, w żelaznej kasie gromadzi się środki do sumy równej przeciętnemu miesięcznemu wynagrodzeniu pracowników. Gromadzeniu podlegają wpływy dla osadzonego oraz środki deponowane podczas przyjęcia osadzonego do zakładu w części równej 50%, w tym wynagrodzenie za pracę, lecz w kwocie nie większej niż 4% miesięcznego wynagrodzenia pracownika dla wpływów i w kwocie nie większej niż miesięczne wynagrodzenie pracownika dla środków deponowanych podczas przyjęcia osadzonego.